# Oscillococcinum

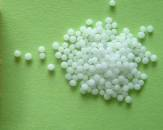
Una dose (un grammo) di Oscillococcinum, formulato in palline di zucchero

Oscillococcinum è il nome commerciale di un prodotto omeopatico, l'Anas barbariae hepatis et cordis extractum (dal latino "estratto di fegato e cuore d'anatra muschiata"), prodotto dalla Boiron e presentato come rimedio per i sintomi dell'influenza.
Si tratta di un preparato ampiamente utilizzato e diffuso in tutto il mondo, nonostante sia stato chiarito che il suo reale effetto non sia superiore a quello di un placebo.

## Storia
Il termine oscillococcinum venne coniato nel 1925 dal fisiologo francese Joseph Roy (1891–1978). Mentre prestava il servizio militare durante la pandemia di influenza spagnola (1917-1919) osservò al microscopio il sangue di pazienti con l'influenza, e notò delle minuscole particelle di forma sferica disperse nei campioni analizzati. Suppose che tali sfere fossero dei batteri sconosciuti, che battezzò oscillococcinum ("sfere che oscillano"), ipotizzando che questi fossero gli agenti patogeni della malattia. Roy osservò tali apparenti "batteri" anche in pazienti affetti da herpes, varicella e fuoco di Sant'Antonio. Mise a punto un nosode per effettuare una sorta di vaccinazione, che tuttavia si rivelò inefficace.
Roy analizzò inoltre i tessuti di vari animali, rinvenendone in grande concentrazione nel cuore e nel fegato di anatra muschiata.
Non è chiaro cosa fossero i corpuscoli visti da Roy al microscopio: alcuni ritengono che le sfere non fossero altro che bolle d'aria causate da un inadeguato allestimento del preparato da analizzare al microscopio. Di sicuro non si trattava dell'agente eziologico della malattia, che come è stato successivamente dimostrato era dovuta a virus, patogeni che a causa delle limitazioni tecnologiche dell'epoca non era possibile rilevare al microscopio o con altri metodi diagnostici.
Negli anni Sessanta, l'azienda di prodotti omeopatici Boiron riprese il concetto di oscillococcinum e le basi teoriche di Roy per creare il composto ancora oggi commercializzato col nome Oscillococcinum.

## Descrizione
Il rimedio omeopatico sarebbe ricavato, seguendo gli esperimenti effettuati da Roy, a partire da un composto di cuore e fegato di anatra muschiata successivamente diluito con acqua fino a raggiungere una diluizione di 200 K con il metodo delle diluizioni korsakoviane. Il procedimento prevede quindi che una parte del composto animale venga diluita con cento di acqua e, tale soluzione così ottenuta venga successivamente diluita con cento di acqua, ripetendo questo procedimento per 200 volte. Alla fine pertanto si ottiene una soluzione in cui una parte del composto di partenza è diluita in 100200 parti d'acqua, rendendola infinitesimale e praticamente inesistente dal punto di vista chimico-fisico. Il principio attivo, secondo i principi dell'omeopatia, sarebbe comunque funzionante in quanto si espanderebbe attraverso la soluzione sfruttando il supposto principio della memoria dell'acqua. La soluzione ottenuta verrebbe quindi nebulizzata su granuli di zucchero.
Chimicamente, come accade per tutte le preparazioni omeopatiche, a ogni passaggio di acqua la diluizione aumenta progressivamente e, in questo caso, si può affermare che già dopo la 12ª diluizione è improbabile che rimanga una sola molecola iniziale nell'intera confezione, in base alla costante di Avogadro; alla 13ª diluizione la quantità di sostanza rimasta equivale a meno di una goccia sciolta in tutti gli oceani del pianeta Terra; alla 30ª diluizione è improbabile trovare una sola molecola iniziale in una massa pari a mille stelle grandi come il Sole; alla 40ª sarebbe improbabile trovare una molecola del composto iniziale in una massa pari all'intero universo. Alla 200ª diluizione, quella dell'Oscillococcinum, per avere una possibilità di ingerire anche una sola delle molecole d'anatra iniziali si dovrebbe consumare una quantità di prodotto equivalente alla massa di un numero di universi pari a 10320.
La composizione del prodotto è confermata dalla stessa casa produttrice:
- Principio attivo: Anas Barbariae Hepatis et Cordis Extractum 200CK HPUS 1×10−400g[10]
- Eccipienti: 0.85 g saccarosio, 0.15g lattosio.

Il principio attivo, traducibile dal latino con "estratto di fegato e cuore d'anatra",  per quanto detto sopra è addirittura praticamente impossibile sia contenuto nel prodotto finale, che pertanto è costituito al 100% di zucchero (saccarosio e lattosio).
Quando a Gina Casey (portavoce della casa farmaceutica produttrice Boiron) fu chiesto se un prodotto derivato dal cuore e dal fegato di un'anatra potesse essere sicuro per la salute umana, lei rispose: «Certo che è sicuro. Non c'è niente, dentro».

## Efficacia
L'Oscillococcinum viene ritenuto utile in ambito omeopatico per prevenire i sintomi influenzali o, nel caso che la malattia sia già insorta, per affrettarne la guarigione, attenuandone i sintomi.
Tuttavia, numerose verifiche sperimentali (in particolare quelle randomizzate e in doppio cieco) eseguite nel corso degli anni non hanno osservato un'efficacia del rimedio che fosse superiore al semplice placebo.
Molti pazienti sostengono che il preparato sia efficace in quanto sono successivamente guariti dalla malattia: tale conclusione è tuttavia facilmente spiegabile per via dell'errata percezione temporale, legata al fatto che l'influenza è una malattia che di solito guarisce da sé in pochi giorni, senza bisogno di alcuna cura: per questo, potrebbe essere facile attribuire in modo erroneo il miglioramento dei sintomi all'assunzione del rimedio, perché il naturale decorso della malattia si stava già avviando verso la guarigione o, comunque, la patologia sarebbe guarita in ogni caso da sola col semplice trascorrere del tempo. Su queste percezioni, inoltre, si manifesterebbe come già accennato anche l'insorgenza dell'effetto placebo.

## Dispute legali
Nel 2011 il prodotto è stato al centro di varie azioni legali negli Stati Uniti d'America, a causa della sua dimostrata inefficacia e del fatto che, di conseguenza, il marketing della Boiron è stato reputato ingannevole.
Molte polemiche nacquero nel luglio del 2011, quando l'ufficio legale della Boiron intimò al provider che ospitava il blog dell'ingegnere informatico italiano Samuele Riva di rimuovere i riferimenti all'Oscillococcinum da due articoli critici nei confronti dei preparati omeopatici, nonché di impedire a Riva (che nel frattempo rimosse i passaggi incriminati) l'accesso al suo blog. L'intervento della Boiron portò alla ribalta mediatica il blog, aumentandone esponenzialmente le visite, e viene ritenuto un esempio di effetto Streisand. A seguito del clamore suscitato, l'amministratore delegato di Boiron Silvia Nencioni scrisse al blogger una lettera di scuse da parte dell'azienda, che si ritenne soddisfatta dalla rimozione del suo nome dagli articoli di Riva.